# GP3
Серия GP3 или просто GP3 — класс автогонок с открытыми колёсами, существовавший в 2010-2018 годах, как гонки поддержки серии GP2. Первоначально задумывалось что серия будет объединена с Международной Формулой Мастер. Однако, GP3 стала использовать шасси Dallara вместе с двигателем Renault.  Большое количество пилотов после участия в GP3 перешло в старшую серию GP2. Чемпион GP3 2013 года Даниил Квят стал первым, кто шагнул из болида этой серии сразу на место призового пилота Формулы-1; Валттери Боттас также проделал тот же маршрут, потратив год на позицию тест-пилота команды Формулы-1. Перед сезоном 2019 года серия слилась с Европейской Формулой-3 и трансформировалась в турнир ФИА Формула-3.
Бюджет оценивается в рамках €600,000 в год.

## Болиды GP3
Болид GP3 един для всех команд.
ШассиРазработкой и постройкой занимается Dallara, которая также делает шасси для GP2. В сезонах 2010-2012 в GP3 использовались шасси Dallara GP3/10. После двухлетнего цикла, шасси на болидах серии заменили на новое, Dallara GP3/13.
ДвигательС 2010 года по 2012 GP3 использовала моторы мощностью 280 лошадиных сил, разработанные Renault. В 2013 двигатели заменили на новые, 400-сильные. Они будут использоваться до 2016 года.
Коробка передачGP3 использует 6-скоростную коробку передач Hewland GP3/10. В сезоне 2013 она была обновлена до GP3/103.
ШиныPirelli поставляет шины для GP3, вместо Bridgestone, которая поставляет их в GP2.
Другие частиПоставщик GP2 Brembo предоставляет тормоза.

## Трассы
| Сезон 2018 - Барселона-Каталунья, Испания, (2010-) - Поль Рикар (трасса), Франция, (2018-) - Ред Булл Ринг, Австрия, (2014-) - Сильверстоун (трасса), Великобритания, (2010-) - Хунгароринг, Венгрия, (2010-) - Спа-Франкоршам, Бельгия, (2010–) - Монца (трасса), Италия, (2010-) - Сочи Автодром, Россия, (2014, 2015, 2018-) - Яс Марина (трасса), Абу-Даби, (2013-) |

| Прошлые - Валенсия, Испания, (2010-2013) - Трасса имени Рикардо Тормо, Испания, (?) - Нюрбургринг, Германия, (2011, 2013) - Истанбул Парк, Турция, (2010-2011) - Монако (городская трасса), Монако (2012) - Сепанг, Малайзия, (2016) - Сахир, Бахрейн, (2015) - Хоккенхайм, Германия, (2012, 2014, 2016) - Херес-де-ла-Фронтера, Испания, (2017) |

## Гоночный уик-энд
Серия GP3 проходит во время гоночных уик-эндов GP2. Гоночный уик-энд состоит из одной 45-минутной практики в пятницу и одной квалификационной сессии в субботу, за которой следуют две гонки. Квалификация определяет положение гонщиков на стартовой решётке субботней Гонки 1, которая длится 40 минут.
Гонка 2, которая длится 30 минут, обычно проводится в воскресенье. Стартовая решётка вычисляется по реверсивной системе: по результатам субботней гонки первую восьмёрку гонщиков разворачивают, и тот, кто финишировал на Гонке 1 с восьмого места, стартует с поул-позиции, а победитель гонки – с 8-го.
Дистанция гонок решается отдельно для каждого этапа, однако между стартом и финишем гонки должно пройти требуемое время (с 2015 года - 40 минут для первой гонки и 30 минут - для второй).

## Система распределения очков

### 2010 – 2011
| Очки за Гонку 1 | Очки за Гонку 1 | Очки за Гонку 1 | Очки за Гонку 1 | Очки за Гонку 1 | Очки за Гонку 1 | Очки за Гонку 1 | Очки за Гонку 1 |
| 1               | 2               | 3               | 4               | 5               | 6               | 7               | 8               |
| --------------- | --------------- | --------------- | --------------- | --------------- | --------------- | --------------- | --------------- |
| 10              | 8               | 6               | 5               | 4               | 3               | 2               | 1               |

| Очки за Гонку 2 | Очки за Гонку 2 | Очки за Гонку 2 | Очки за Гонку 2 | Очки за Гонку 2 | Очки за Гонку 2 |
| 1               | 2               | 3               | 4               | 5               | 6               |
| --------------- | --------------- | --------------- | --------------- | --------------- | --------------- |
| 6               | 5               | 4               | 3               | 2               | 1               |

- Поул-позиция в Гонке 1: 2 очка
- Быстрейший круг гонки: 1 очко в каждой гонке
- Гонщик, установивший лучший круг, должен проехать 90% дистанции гонки и финишировать в первой десятке для того, чтобы получить зачётные баллы.

При этой системе распределения очков максимальное количество баллов, которые можно получить за один этап - 20. Для этого нужно стартовать с поул-позиции, выиграть обе гонки и установить лучший круг в каждой из гонок.
Ни один из участников GP3 не набирал максимальное количество баллов по этой системе. Ближе всего к этому был Эстебан Гутьеррес на этапе сезона 2010 в Британии. Он завоевал поул-позицию, выиграл Гонку 1, установил быстрейший круг, но в Гонке 2 финишировал третьим, набрав 17 очков. В сезоне 2011 Валттери Боттас также завоевал поул-позицию, выиграл Гонку 1, а во второй гонке финишировал на втором месте, набрав 17 очков.

### 2012 – настоящее время
| Очки за Гонку 1 | Очки за Гонку 1 | Очки за Гонку 1 | Очки за Гонку 1 | Очки за Гонку 1 | Очки за Гонку 1 | Очки за Гонку 1 | Очки за Гонку 1 | Очки за Гонку 1 | Очки за Гонку 1 |
| 1               | 2               | 3               | 4               | 5               | 6               | 7               | 8               | 9               | 10              |
| --------------- | --------------- | --------------- | --------------- | --------------- | --------------- | --------------- | --------------- | --------------- | --------------- |
| 25              | 18              | 15              | 12              | 10              | 8               | 6               | 4               | 2               | 1               |

| Очки за Гонку 2 | Очки за Гонку 2 | Очки за Гонку 2 | Очки за Гонку 2 | Очки за Гонку 2 | Очки за Гонку 2 | Очки за Гонку 2 | Очки за Гонку 2 |
| 1               | 2               | 3               | 4               | 5               | 6               | 7               | 8               |
| --------------- | --------------- | --------------- | --------------- | --------------- | --------------- | --------------- | --------------- |
| 15              | 12              | 10              | 8               | 6               | 4               | 2               | 1               |

- Поул-позиция в Гонке 1: 4 очка
- Быстрейший круг: 2 очка в каждой гонке
- Гонщик, установивший быстрейший круг, должен проехать 90% гонки и финишировать в первой десятке, а также не должен стартовать с пит-лейна и менять шины по ходу гонки (за исключением причины погодных условий).

При этой системе распределения очков максимальное количество баллов, которые можно получить за один этап - 48. Для этого нужно стартовать с поул-позиции, выиграть обе гонки и установить лучший круг в каждой из гонок.
С момента введения новой системы начисления очков ещё никто не смог набрать максимальное количество очков. На трассе Хунгароринг в сезоне 2012 Антониу Феликс да Кошта стал первым гонщиком, выигравшим обе гонки. Он набрал 40 очков.

## Чемпионы
| Сезон | Чемпион                            | Второй                                            | Третий                                | Команда-чемпион |
| ----- | ---------------------------------- | ------------------------------------------------- | ------------------------------------- | --------------- |
| 2010  | Эстебан Гутьеррес (ART Grand Prix) | Роберт Викенс (Status Grand Prix)                 | Нико Мюллер (Jenzer Motorsport)       | ART Grand Prix  |
| 2011  | Валттери Боттас (Lotus ART)        | Джеймс Каладо (Lotus ART)                         | Найджел Меркел (RSC Mücke Motorsport) | Lotus ART       |
| 2012  | Митч Эванс (MW Arden)              | Даниэль Абт (ART)                                 | Антониу Феликс да Кошта (Carlin)      | ART Grand Prix  |
| 2013  | Даниил Квят (MW Arden)             | Факундо Регалия (ART)                             | Конор Дэли (ART)                      | ART Grand Prix  |
| 2014  | Алекс Линн (Carlin)                | Дин Стоунман (Marussia Manor Racing, Koiranen GP) | Марвин Кирххёфер (ART Grand Prix)     | Carlin          |
| 2015  | Эстебан Окон (ART Grand Prix)      | Лука Гьотто (Trident Racing)                      | Марвин Кирххёфер (ART Grand Prix)     | ART Grand Prix  |
| 2016  | Шарль Леклер (ART Grand Prix)      | Александр Албон (ART Grand Prix)                  | Антонио Фуоко (Trident Racing)        | ART Grand Prix  |
| 2017  | Джордж Расселл (ART Grand Prix)    | Джек Эйткен (ART Grand Prix)                      | Ниреи Фукудзуми (ART Grand Prix)      | ART Grand Prix  |
| 2018  | Антуан Юбер (ART Grand Prix)       | Никита Мазепин (ART Grand Prix)                   | Каллум Айлотт (ART Grand Prix)        | ART Grand Prix  |